# We Must Have Been Out of Our Minds
Singles de George Jones et Melba Montgomery
I Saw Me
(1963) You Comb Her Hair
(1963)
"We Must Have Been Out of Our Minds" est une chanson qui a été un succès aux États-Unis pour le duo formé par les artistes de musique country George Jones et Melba Montgomery. La chanson, sortie à l'origine en 1963, est entrée dans le Top 5 du hit-parade Billboard Hot Country Singles et est depuis devenue un standard de la musique country.

## Texte et musique
Les duos réunissant deux chanteurs célèbres chantant habituellement en solo constituaient un standard de la musique country depuis les origines du genre, avec des fortunes diverses. La chanson "We Must Have Been Out of Our Minds" a réuni selon l'historien du genre Bill Malone, « two top-flight, hard country singers » (deux chanteurs de hard country de haut niveau). Il affirme également qu'elle « made distinctive by the interplay between the dobro and pedal steel guitar » (se distingue également par l'interaction entre la dobro et la pedal steel guitar) et qu'elle est devenue « a modern classic of honky tonk music » (un standard moderne de la musique honky tonk).

## Succès
"We Must Have Been Out of Our Minds" a été le premier tube de Montogmery à l'échelle nationale, et reste le plus grand succès du duo Jones-Montgomery. La chanson a atteint la troisième position du hit-parade Billboard Hot Country Singles en juillet 1963, et s'est maintenue 23 semaines en tout dans le top 40 de ce même hit-parade, l'une des plus longues périodes pour un single country sorti dans les années 60.

## Positions dans les hits-parades
| Chart (1963)                       | Position |
| ---------------------------------- | -------- |
| U.S. Billboard Hot Country Singles | 3        |